# Patricia Acioli
Patrícia Lourival Acioli (* 14. Februar 1964 in Niterói, Bundesstaat Rio de Janeiro; † 12. August 2011 ebenda) war eine brasilianische Richterin. Sie griff hart gegen das Organisierte Verbrechen durch und wurde deshalb ermordet.

## Leben und Wirken
Patrícia Acioli trat 1992 in den juristischen Dienst und war zunächst für Strafsachen von Kindern und Jugendlichen zuständig. Seit 1999 arbeitete sie in der 4. Strafkammer des Gerichtes in São Gonçalo, wo sie als Richterin harte Urteile gegen Drogendealer, kriminelle Banden und auch korrupte Polizisten fällte. Sie hatte mehr als 60 Polizisten zu langen Gefängnisstrafen verurteilt, die meisten davon wegen Mordes.
Am Morgen des 12. August 2011 wurde die Richterin in ihrem Auto im bairro Piratininga, einem Nobelviertel in der Verwaltungsunterregion Região Oceânica in Niterói, von zwei maskierten Männern auf Motorrädern mit 21 Schüssen aus Polizeiwaffen ermordet. Acioli hatte keinen Polizeischutz bei sich, obwohl sie mehrfach Morddrohungen erhalten hatte. Sie wurde in Niterói beigesetzt.
Patrícia Aciolis Ermordung erschütterte ganz Brasilien. Der Präsident des höchsten Gerichtshofes Brasiliens bezeichnete die Tat als einen „Angriff auf den brasilianischen Staat und die Demokratie“. Das Gericht hat eine Untersuchung durch die Bundespolizei angeordnet. Einen Monat nach der Tat wurden drei Polizisten wegen des Mordes angeklagt, gegen die Acioli kurz vor ihrem Tod einen Haftbefehl unterschrieben hatte; sie wollten die Ermittlungen gegen sich selbst verhindern. Sie wurden am 30. Januar 2013 zu langjährigen Haftstrafen verurteilt (25 Jahre, 25 Jahre und 6 Monate sowie 22 Jahre und 6 Monate Freiheitsentzug). Die Straftat verweist auf die hohe Gefährdung von Richtern durch die Organisierte Kriminalität in Brasilien.
Acioli lebte in Niterói. Sie hatte drei Kinder.